# 弗蘭斯·埃米爾·西蘭帕
弗蘭斯·埃米爾·西蘭帕（芬蘭語：Frans Eemil Sillanpää，1888年9月16日—1964年6月3日），是芬蘭作家，獲得1939年的诺贝尔文学奖，著名作品為《少女西麗亞》（英语译名为 ）。
《少女西麗亞》的主人公是一個富家少女，破產後父母雙亡，而淪為女傭。主角年輕貌美、心地善良，從小受過良好的教育，嚮往著美好的未來。然而，後來卻染上肺病，貧病交加，在受盡人間苦痛後，年紀輕輕便離開人世。這部小說真實地反映富人與窮人之間的不平等關係，而且作家成功地塑造一個美麗、溫柔、善良、高尚的少女形象。這部小說不僅在芬蘭引起轟動，而且在國外激起很大反響，譯成瑞典語、英語、法語、德語、俄語等二十多種文字。

## 生平
弗蘭斯·埃米爾·西蘭帕出生於海門屈勒一個農民家庭。雖然他的父母是窮人，仍設法送他去坦佩雷學校就讀。1908年他搬到赫爾辛基學習醫學。在這裡，他認識畫家埃罗·耶内费尔特、佩卡·哈洛寧、作曲家西貝柳斯與作家尤哈尼·阿霍。
5年後，西蘭帕於1913年從赫爾辛基返回老家村莊，而且結婚，之後潛心寫作。
由於創作上的成就，西蘭帕在1943年被選為芬蘭筆會榮譽主席，同年當選為芬蘭作家協會主席，1936年獲得赫爾辛基大學榮譽博士學位。

## 作品
- 1916年：《生命和太阳》[3]（Elämä ja aurinko）
- Ihmislapsia elämän saatossa, (1917)
- 1919年：《神聖的貧困》（或译为《赤贫》[3]、《逆来顺受的后嗣》[4]，Hurskas kurjuus）
- Rakas isänmaani, (1919)
- Hiltu ja Ragnar, (1923)
- Enkelten suojatit, (1923)
- Omistani ja omilleni, (1924)
- 1924年：《地平线上》[3]（Maan tasalta）
- 1925年：《农舍》[3]（Töllinmäki）
- Rippi, (1928)
- Kiitos hetkistä, Herra..., (1930)
- 1931年：《少女西麗亞》（Nuorena nukkunut）
- 1932年：《一个人的道路》[3]（Miehen tie）
- Virranpohjalta, (1933)
- 1934年：《夏夜里的人们》（Ihmiset suviyössä）
- Viidestoista, (1936)
- Elokuu, (1941)
- 1945年：《人生的甘苦》[3]（Ihmiselon ihanuus ja kurjuus）

## 出版
- 諾貝爾文學獎全集編輯委員會/編輯，《西蘭巴(1939)/顏生(1944)/米斯特拉蘭(1945)》台北市：九五文化，1981年。